# Моймента-да-Бейра
Мойме́нта-да-Бе́йра (порт. Moimenta da Beira; МФА: [moj.ˈmẽ.tɐ dɐ ˈbɐj.ɾɐ], «Моймента-Бейрівська») — муніципалітет і містечко в Португалії, в окрузі Візеу. Розташований у центрально-північній частині країни, на теренах історичної португальської провінції Бейра. Належить до Ламегуської діоцезії Католицької церкви в Португалії. Права міського самоврядування має з 1189 року. Поділяється на 16 парафій. За адміністративним поділом, чинним до 1976 року, був складовою провінції Верхня Бейра. Площа муніципалітету — 219,97 км², населення муніципалітету — 10212 ос. (2011); густота населення — 46,42 осіб/км²
. Патрон — Іван Хреститель. Святковий день муніципалітету — 24 червня. Поштовий індекс — 3620.  Код місцевої адміністративної одиниці — 1807. Складова статистичного регіону Північ.

## Географія
Моймента-да-Бейра розташована на півночі Португалії, в центрі округу Візеу.
Моймента-да-Бейра межує на північному сході — з муніципалітетом Табуасу, на південному сході — з муніципалітетом Сернансельє, 
на півдні — з муніципалітетом Сатан, на заході — з муніципалітетами Віла-Нова-де-Пайва і Тарока, на північному заході — з муніципалітетом Армамар.

## Історія
1189 року португальський король Саншу I надав Мойменті форал, яким визнав за поселенням статус містечка та муніципальні самоврядні права.

## Населення
| Кількість мешканців | Кількість мешканців | Кількість мешканців | Кількість мешканців | Кількість мешканців | Кількість мешканців | Кількість мешканців | Кількість мешканців | Кількість мешканців | Кількість мешканців | Кількість мешканців | Кількість мешканців | Кількість мешканців | Кількість мешканців | Кількість мешканців |
| ------------------- | ------------------- | ------------------- | ------------------- | ------------------- | ------------------- | ------------------- | ------------------- | ------------------- | ------------------- | ------------------- | ------------------- | ------------------- | ------------------- | ------------------- |
| 1864                | 1878                | 1890                | 1900                | 1911                | 1920                | 1930                | 1940                | 1950                | 1960                | 1970                | 1981                | 1991                | 2001                | 2011                |
| 13 333              | 13 151              | 13 388              | 14 555              | 14 565              | 13 617              | 13 578              | 14 687              | 15 858              | 15 272              | 13 135              | 12 809              | 12 317              | 11 074              | 10 212              |